# Москера, Анри
Анри Давид Москера Санчес (англ. Henry David Mosquera Sánchez; род. 15 ноября 2001, Кибдо) — колумбийский футболист, полузащитник клуба «Ред Булл Брагантино». 

## Клубная карьера
Москера — воспитанник клуба «Энвигадо». 21 января 2022 года в матче против «Америки Кали» он дебютировал в Кубке Мустанга. 17 сентября в поединке против «Кортулуа» Анри забил свой первый гол за «Энвигадо». 